# Chiguará
Chiguará es un pueblo de Venezuela, ubicado en el estado Mérida, en la región de los Andes. Fue fundado el 13 de junio de 1657 por el Capitán Francisco Fernández de Rojas; se encuentra ubicado a 40 minutos de la ciudad de Mérida. 
Está asentado en la vertiente norte del lado sur de la cordillera de los Andes a 900 m s. n. m. Pueblo Quemado, como también se conoce, conserva aún arquitectura antigua, tiene seis avenidas y diez calles de fuerte pendiente en el centro del pueblo existe una bella plaza, una iglesia y viviendas antiguas. Las casas representan la típica arquitectura del lugar, paredes de tapia de bastante grosor, techos de teja criolla, muchas de una sola planta y algunas de dos pisos, estas con entrepiso de madera, patio central, puertas y ventanas de madera así como los balcones, apareados lateralmente a lo largo de las calles y avenidas, y todas con zócalos en colores diferentes a las paredes.
Cuentan los habitantes que esta zona fue poblada primero por el pueblo indígena Chiguará, de sangre guerrera, estos indígenas resistieron el primer intento de Juan Rodríguez Suárez por invadir su poblado, por ello, Francisco Fernández de Rojas, conocido como el Capitán de Capa Roja, bajo las órdenes de éste, quemó el pueblo logrando dominar la zona y fundar el pueblo que se conoce.
Este pueblo es de gran importancia para el estado, ya que en él se desarrolla muchas y variadas actividades turísticas, como por ejemplo las aguas termales, la montaña de los sueños, el mirador de Bella Vista y sus distintas rutas turísticas
- Datos: Q5766186
- Multimedia: Chiguará / Q5766186